# Puja (budismo)
Puja no budismo (Sânscrito & Pali: pūjā) significa honra, adoração, culto e atenção devocional. Normalmente atos de Puja são curvar-se, realizar oferendas e cânticos dedicados à joia tríplice. Tradicionalmente se realizam pujas em templos ou em casa como práticas frequentes, e principalmente nos dias de Uposatha.
São rituais para reforçar a confiança (saddha) no Buda, no Dhamma e na Sangha, bem como lembrar-se frequentemente dos princípios ensinados pelo Buda.